# Будстрём, Леннарт
Ле́ннарт Будстрём (швед. Ture Lennart Bodström; 20 апреля 1928 года, Гётеборг, Швеция — 30 апреля 2015) — шведский социал-демократический политик. Занимал министерские посты в правительствах Пальме и Карлссона в 1982—1989 гг.

## Биография
Будстрём окончил Гётеборгский университет в 1953 году с дипломом магистра. В 1961 году получил степень лиценциата философии в Уппсальском университете, и затем занимался преподавательской деятельностью.
С 1964 года работал в Центральном объединении профсоюзов служащих Швеции (ЦОПСШ). С 1970 по 1982 год был председателем ЦОПСШ. Он также являлся членом Президиума Национального управления высших школ и университетов (1964—1974), членом президиума Управления рынка труда, вице-председателем правления организации «Народ и оборона» и членом Совета по экономическому планированию (с 1970), членом Совещательного комитета ЕАСТ (1970—1982), членом правления Совета профсоюзов Северной Европы (с 1972), членом профсоюзного Консультативного комитета ОЭСР (с 1970), членом правления Международной конфедерации свободных профсоюзов (1981—1982), председателем ОЭСР (с 1982).
После победы социал-демократов на выборах в 1982 году Будстрём стал министром иностранных дел и оставался на этом посту до 1985 года. Затем он был министром образования (1985—1989) и послом в Осло (1989—1993).
Сын Леннарта Будстрёма Тумас (р. 1962) занимал пост министра юстиции Швеции в 2000—2006 гг.